# Julie Wolfthorn

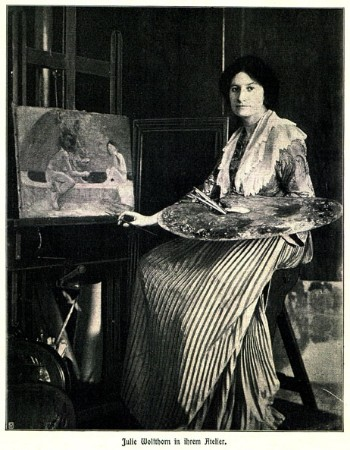
Julie Wolfthorn in ihrem Atelier (1902)

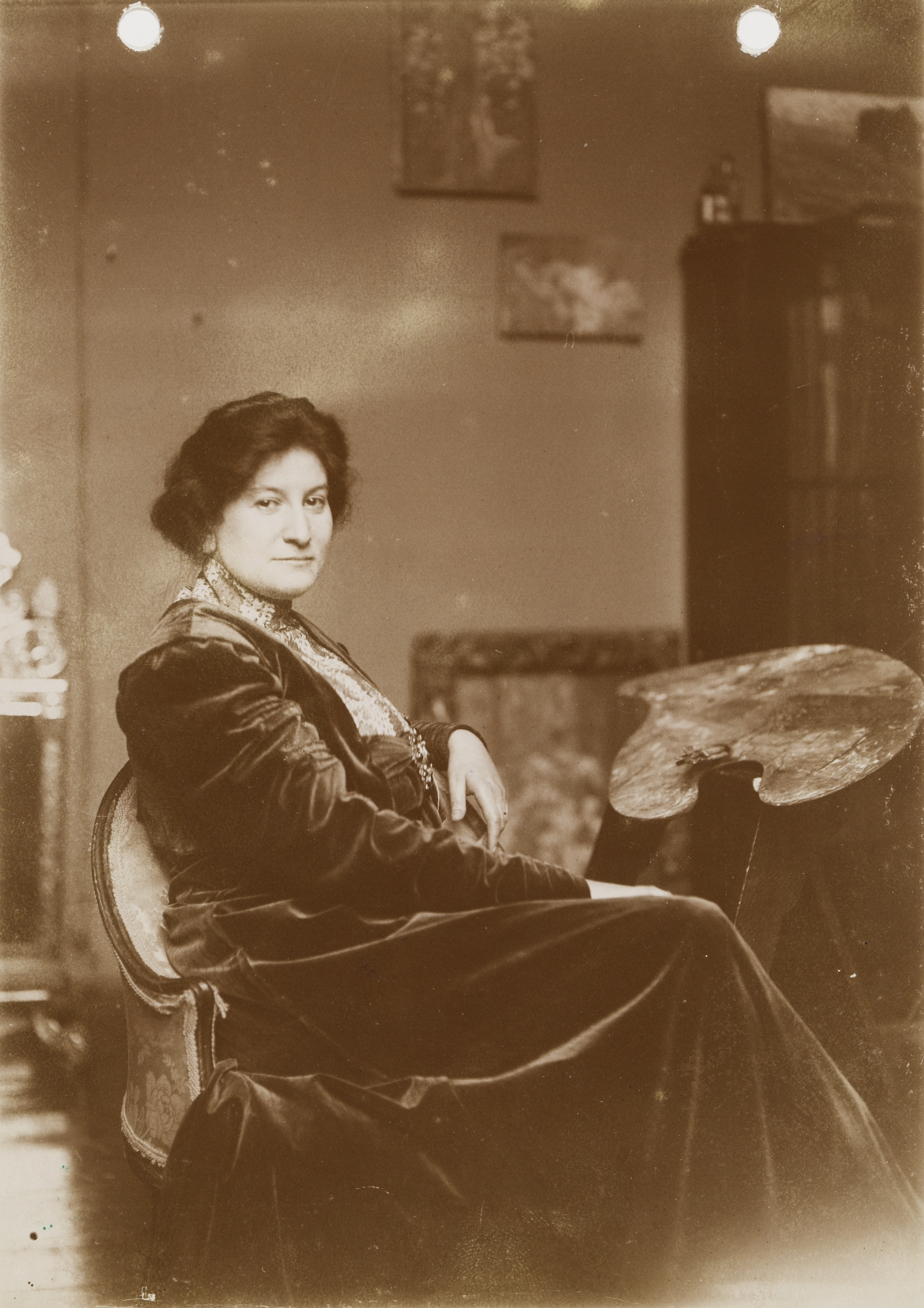
Julie Wolfthorn, 1906 fotografiert von Philipp Kester

Julie Wolfthorn (auch Wolf-Thorn, geborene Wolf oder Wolff, geboren am 8. Januar 1864 in Thorn, Westpreußen; gestorben am 29. Dezember 1944 im Ghetto Theresienstadt) war eine deutsche Malerin, Zeichnerin und Grafikerin der Moderne. Als Jüdin wurde sie ein Opfer der Shoa. Bis auf wenige Bilder in den Depots deutscher Museen galt ihr umfangreiches Werk lange Zeit als verschollen und wurde erst seit Beginn der 1990er Jahre wiederentdeckt.

## Leben

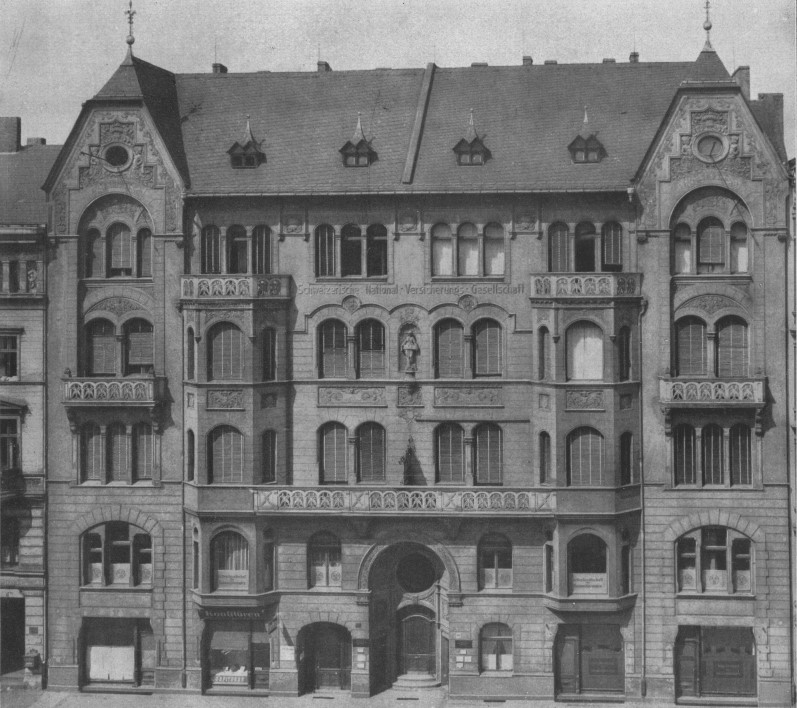
Bülowstraße 90, großbürgerliches Wohn- und Geschäftshaus der „Actiengesellschaft für Bauausführungen“ in Berlin-Schöneberg, um 1910, Schmuckfassaden-Strassenansicht der nördlichen Straßenseite nahe der Frobenstraße, verkehrsgünstig an der U-Hochbahntrasse zwischen Berlin und Charlottenburg gelegen (heute: U2)

Julie Wolfthorn wurde unter dem Namen Julie Wolf(f) als jüngstes von fünf Kindern einer bürgerlichen jüdischen Familie in Thorn geboren; zu ihren vier Geschwistern gehörte der Bildhauer Georg Wolf. Wolfthorn wurde mit sechs Jahren Waise. Sie und ihre vier Geschwister wuchsen bei Verwandten auf. Die Sommer verbrachte sie in Ferch am Schwielowsee im Haus ihrer Cousine Olga Hempel. Ab 1890 studierte sie Malerei und Grafik in Berlin und ab 1892 an der Pariser Académie Colarossi bei Gustave Courtois und Edmond Aman-Jean. 1893 kehrte sie nach Berlin zurück und lebte von 1908 bis 1911 als „Malerin“ zunächst im großbürgerlichen Schöneberg Mietwohnhaus Bülowstraße 90, in welchem im Quergebäude sowie (später) zweitem Hof auch der renommierte Samuel Fischer Verlag seinen langjährigen Geschäftssitz hatte (Gebäude ist in „entstucktem“ Zustand weitgehend erhalten). Ab 1912 wohnte sie mit ihrer älteren Schwester, der Schriftstellerin Luise Wolf, jahrzehntelang im heute nicht mehr existenten Haus Kurfürstenstraße 50. 1895 besuchte sie die von Curt Herrmann geleitete Zeichen- und Malschule für Damen. Im Jahr 1897 verbrachte sie den Sommer in der Künstlerkolonie Worpswede, deren Atmosphäre sie aber nicht für sie einnahm. Die dort lebende Malerin Paula Modersohn-Becker nannte sie in ihrem Tagebuch abschätzig eine „Hosendame“.

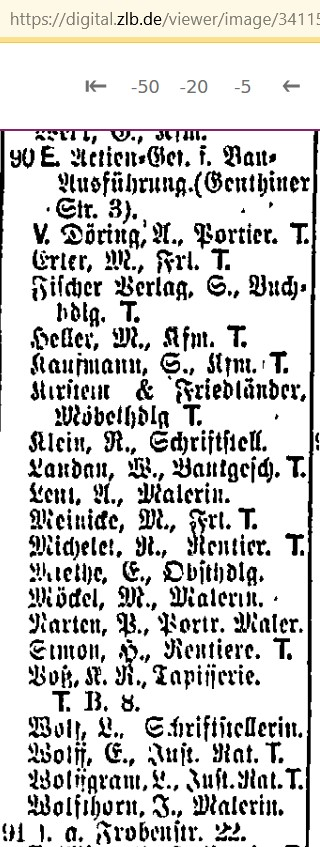
Julie Wolfthorn als „Malerin“ sowie ihre ältere Schwester, Luise Wolf als „Schriftstellerin“, jeweils als Mieterinnen im großbürgerlich ausgestatteten Mietwohnhaus der „Actiengesellschaft für Bauausführungen“, Bülowstraße 90 in Berlin-Schöneberg aufgeführt (von 1898 bis 1911), zudem noch ein Justizrat E. Wollf / Quelle: Berliner Adressbuch von 1908, Band III (Zentrale Landesbibliothek Berlin, ZLB online)

1898 wurde sie als eine von vier kunstschaffenden Frauen Gründungsmitglied der Berliner Secession, die sie zusammen mit Max Uth, Hugo Lederer und anderen verließ, da sie sich benachteiligt fühlte. Ihrem Anliegen zwei Jahre später, dies rückgängig zu machen, wurde nicht entsprochen. Bis 1913 stellte sie regelmäßig in der Berliner Secession aus. 1898 war sie Mitglied des „Vereins der Künstlerinnen und Kunstfreunde Berlin“. Sie gehörte um die Jahrhundertwende zu den wenigen Frauen, die regelmäßig Aufträge des Jugendstil-Magazins Jugend erhielten, für das sie Illustrationen und Titelblätter (so etwa für die Nr. 36, III. Jahrgang vom 3. September 1898, siehe Abbildung rechts) erstellte. Im Jahre 1899 gehörte sie (neben Ephraim Moses Lilien oder Käthe Münzer) zu den etwa 50 Künstlerinnen und Künstlern, die in Berlin die genossenschaftlicher Organisation Deutsche Placatausstellung G.m.b.H. gründeten, um ein „geschäftliches Unternehmen“ zu betreiben.
1904 heiratete Wolfthorn den Kunsthistoriker und -kritiker Rudolf Klein-Diepold. 1905 unterzeichnete Julie Wolfthorn mit über 200 Künstlerinnen eine Petition mit der Forderung zur Zulassung an der Preußischen Akademie der Künste, die von dem Akademiedirektor Anton von Werner abgelehnt wurde. Künstlerinnen wurden zu dieser Zeit verächtlich als „Malweiber“ bezeichnet. 1906 findet sich ihr Name im Mitgliederverzeichnis des Deutschen Künstlerbundes. Im selben Jahr gründete sie mit Käthe Kollwitz die Ausstellungsgemeinschaft „Verbindung Bildender Künstlerinnen“. Im Jahre 1911 war sie Mitglied im Verein der Schriftstellerinnen und Künstlerinnen Wien. 1912 wurde sie mit Käthe Kollwitz in den Vorstand und die Jury der Secession gewählt. 1913 war sie Gründungsmitglied und Teil des Vorstandes im Frauenkunstverband. 1927 trat sie dem Hiddensoer Künstlerinnenbund bei.
1933 in der Frühzeit des Nationalsozialismus wurde der Hiddensoer Künstlerinnenbund aufgelöst. 1933 wurde sie als Jüdin mit Fanny Remak, die nach England emigrierte, aus dem Vorstand der Secession ausgeschlossen. Sie blieb in Berlin und arbeitete mit dem Kulturbund Deutscher Juden zusammen, der 1941 verboten wurde. Die Mitarbeiter wurden verhaftet und das Vereinsvermögen beschlagnahmt.
Am 28. Oktober 1942 wurde Julie Wolfthorn im Alter von 78 Jahren zusammen mit ihrer Schwester Luise Wolf mit dem „68. Alterstransport“ in das von den Nationalsozialisten so genannte Ghetto Theresienstadt deportiert. Dort zeichnete sie, soweit ihr das unter den Umständen möglich war. Sie überlebte hier zwei Jahre und verstarb wenige Tage vor ihrem 81. Geburtstag.

## Gedenken
Seit seiner Gründung 1998 beschäftigt sich der Julie Wolfthorn Freundeskreis mit Leben und Werk der Künstlerin.
An Julie Wolfthorn erinnert seit 2005 der Name einer neuen Straße am Berliner Nordbahnhof. Eine Tafel am Platz des ehemaligen Luisen-Lyzeums in der Ziegelstraße 12 nennt sie als prominente Schülerin.
Im Jahr 2002 wurden für sie und ihre Schwester Stolpersteine vor dem Haus Kurfürstenstraße 50  gesetzt. Auch vor ihrem Sommerhaus in Vitte auf der Insel Hiddensee gibt es seit 2011 einen Stolperstein für sie (siehe Liste der Stolpersteine in Insel Hiddensee).

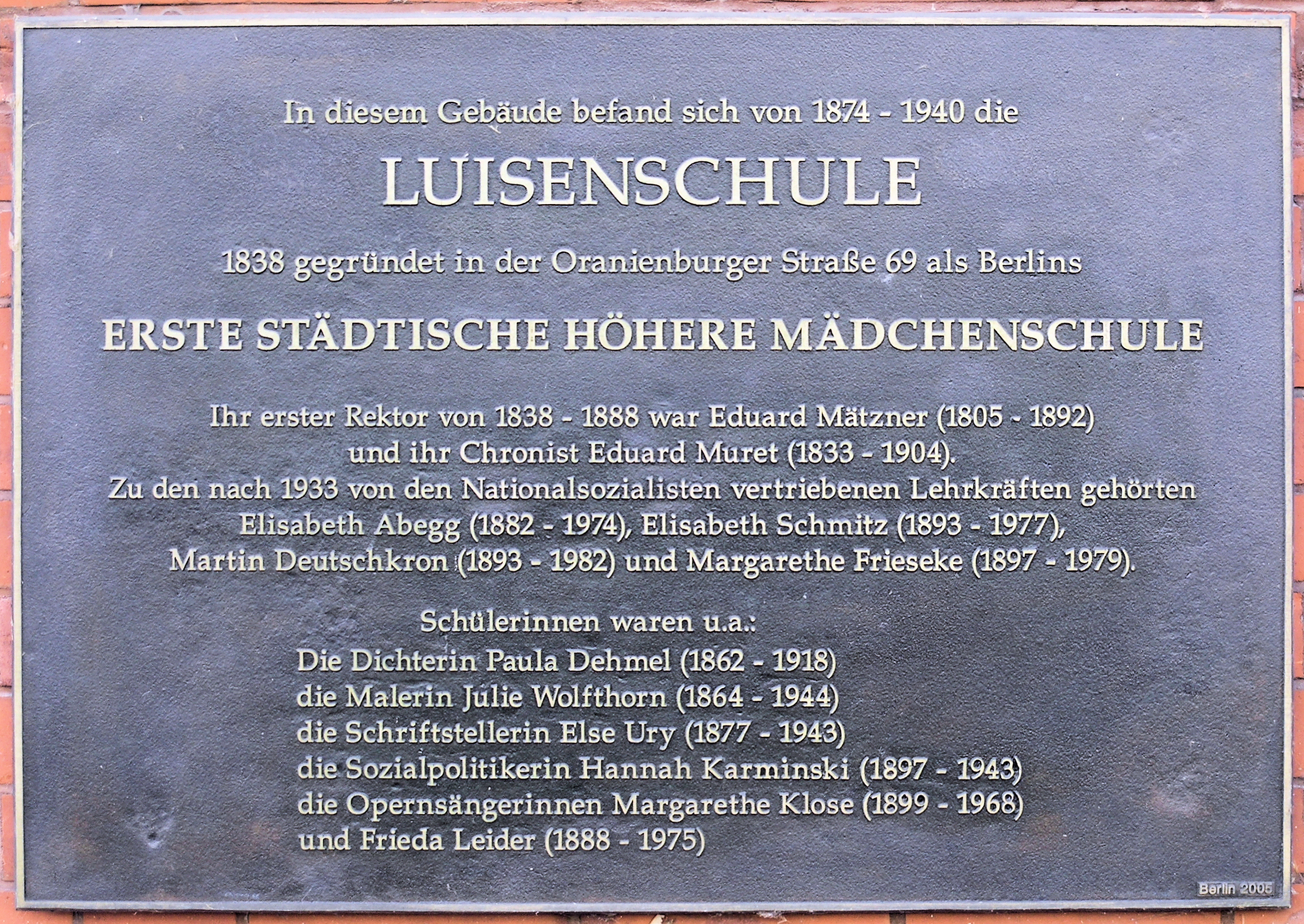
Gedenktafel am Haus Ziegelstraße 12, in Berlin-Mitte
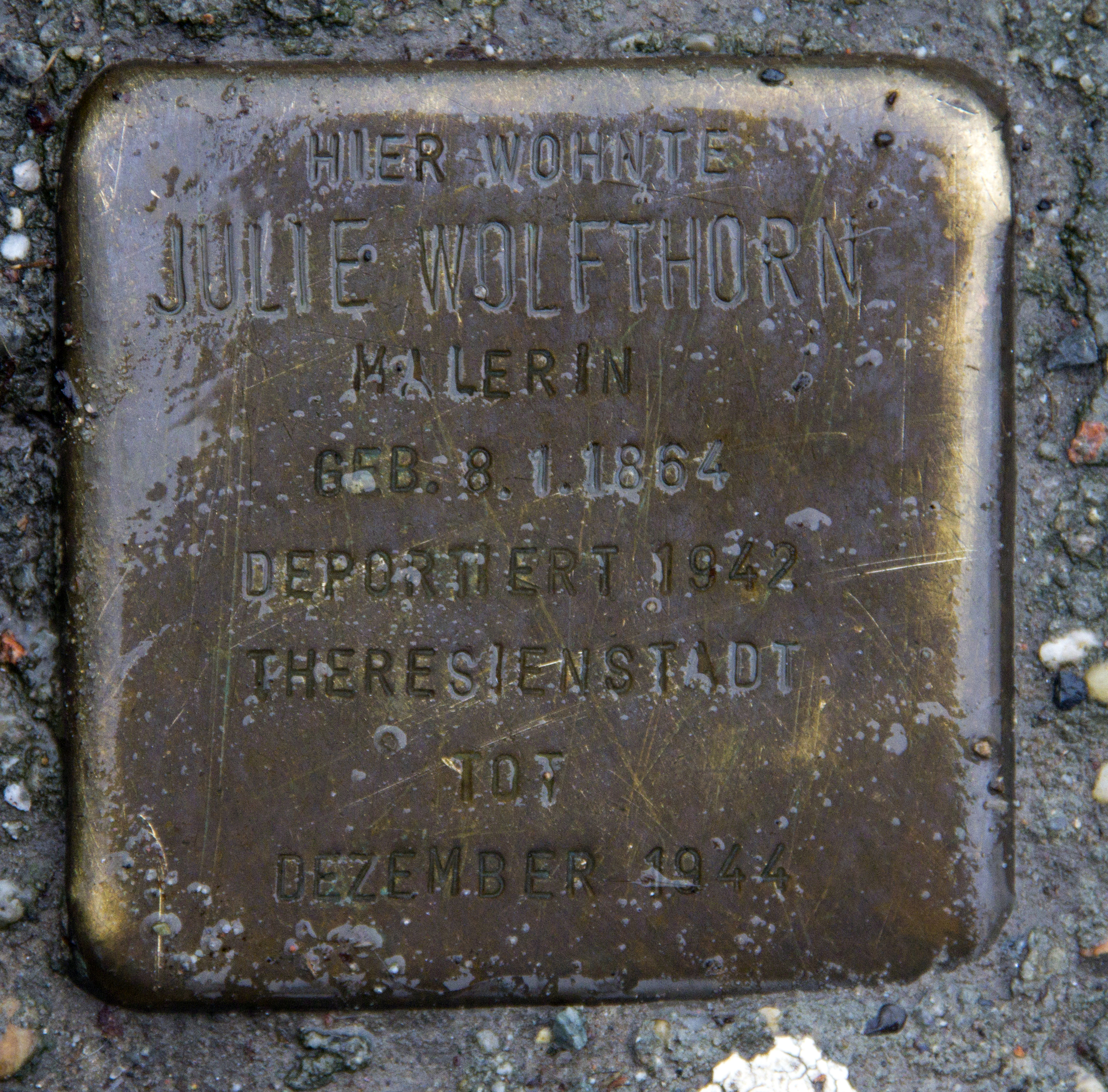
Stolperstein, Kurfürstenstraße 50, in Berlin-Tiergarten
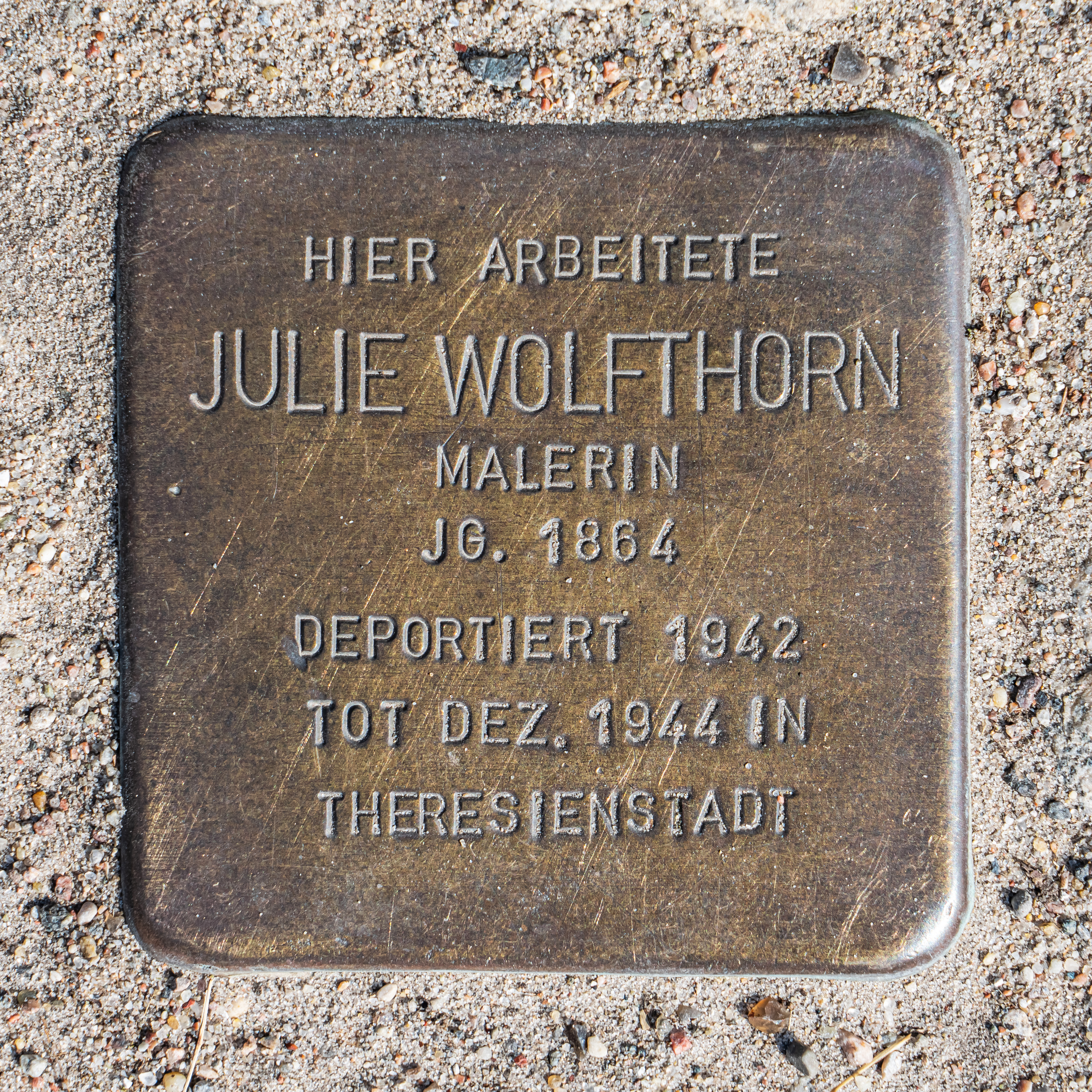
Stolperstein in Vitte, Insel Hiddensee

## Werke
Julie Wolfthorn wurde vor allem durch ihre Porträtmalerei bekannt. Sie porträtierte Ida Dehmel, Richard Dehmel, Hedda Eulenberg, Gerhart Hauptmann (im Doppelporträt mit seiner Frau Margarete), Gabriele Reuter, die Familienmitglieder des schreibenden und übersetzenden Paares Hedwig Lachmann und Gustav Landauer, die Familie des Architekten Hermann Muthesius, die Ärzte Salomon Neumann und Carl Ludwig Schleich, die Opernsängerin Irmgard Scheffner, viele Schauspielerinnen wie Tilla Durieux oder Carola Neher – und andere berühmte Zeitgenossen, vorwiegend aus der Berliner Gesellschaft, darunter besonders viele engagierte Frauen. Ihr weiterer Schwerpunkt war die Landschaftsmalerei, die sie oft mit Menschen darin verband (u. a. in Abend in der Mark, gezeigt 1904 auf der Münchner Jahresausstellung im Glaspalast, oder Mädchen im Walde, angekauft von der Kunsthalle zu Kiel).

„Ein besonderer poetischer Reiz steckt in den Phantasiebildern der Berlinerin Julie Wolfthorn; ja man muß constatieren, diese Berlinerin besitzt sogar einen feinen decorativen Geschmack.“

## Galerie

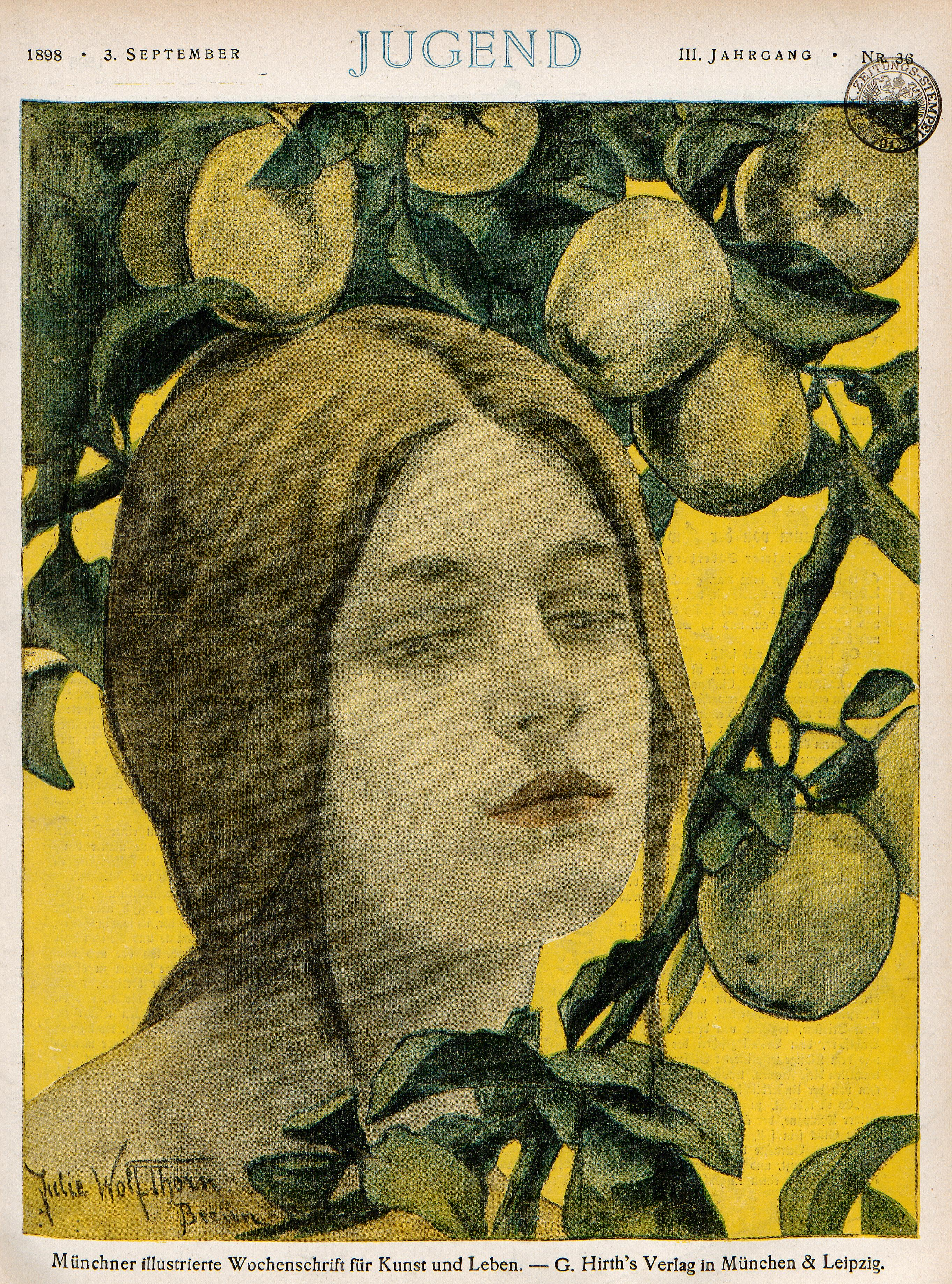
Titelbild des Magazins Jugend (1898)
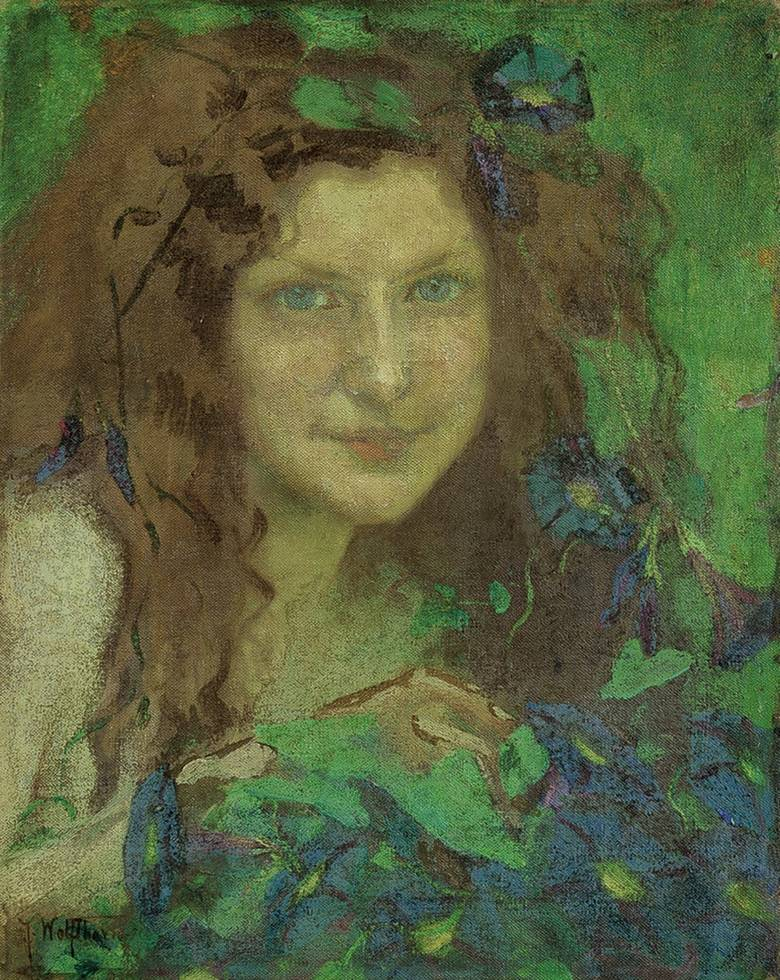
Mädchen mit blaugrünen Augen (1899), Sammlung Jack Daulton, Los Altos Hills, Kalifornien
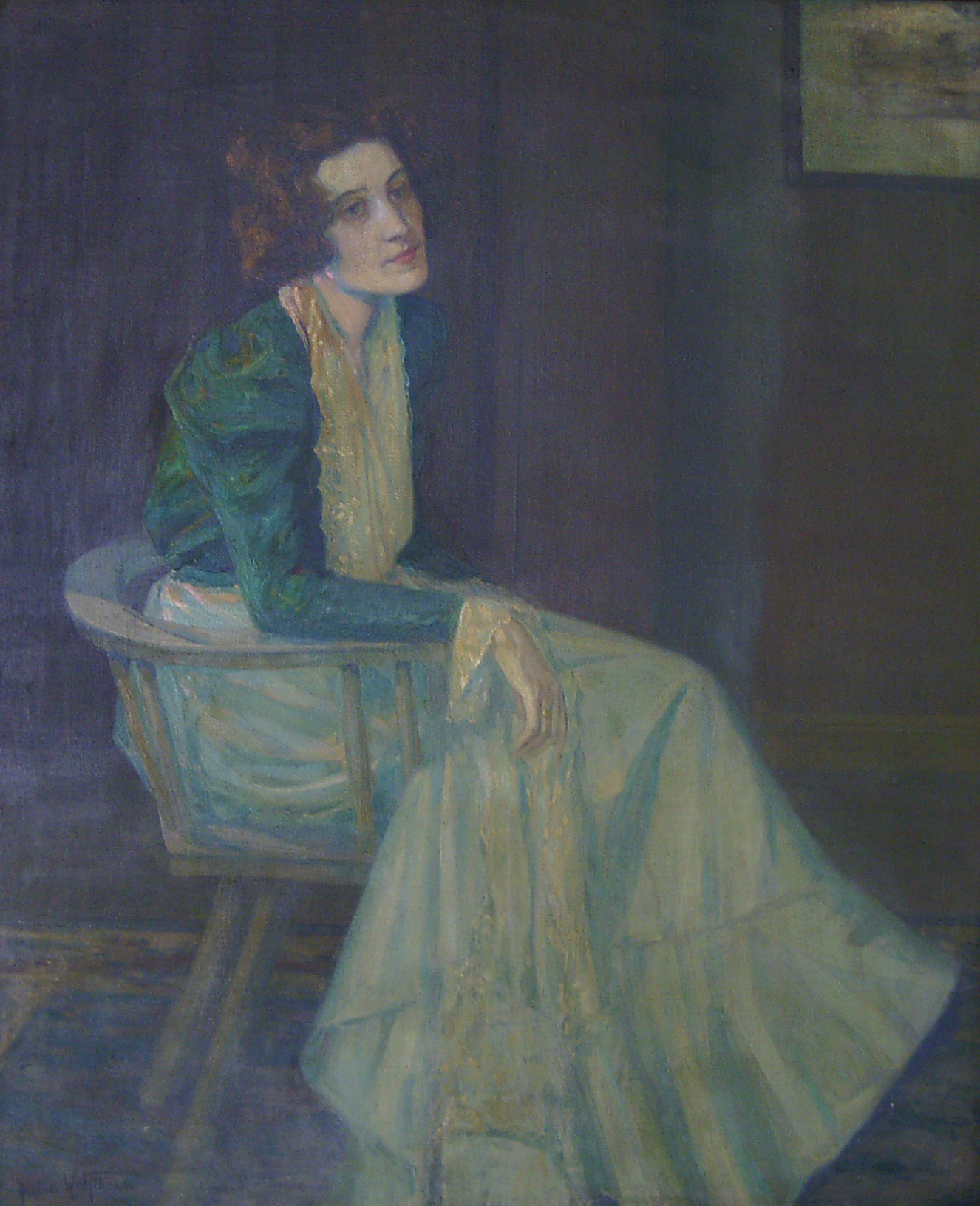
Porträt von Hedda Eulenberg (1901)
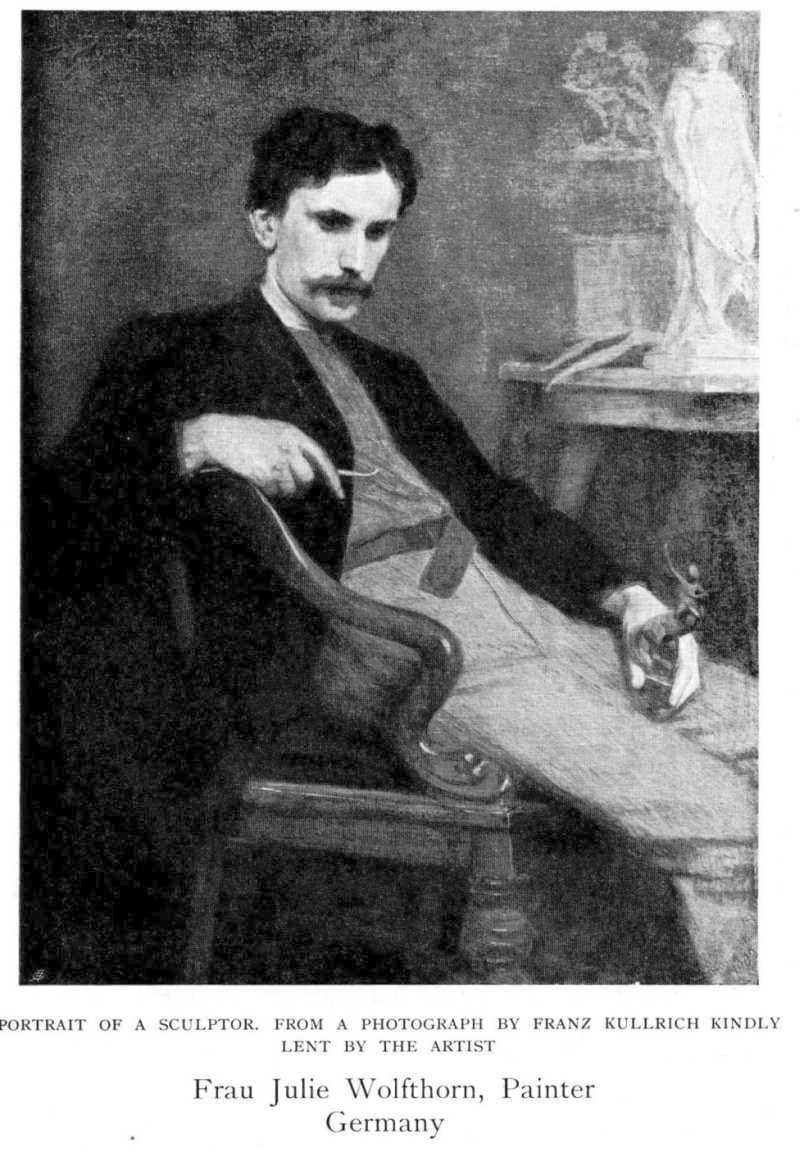
Porträt des Bildhauers Georg Wolf (1905)
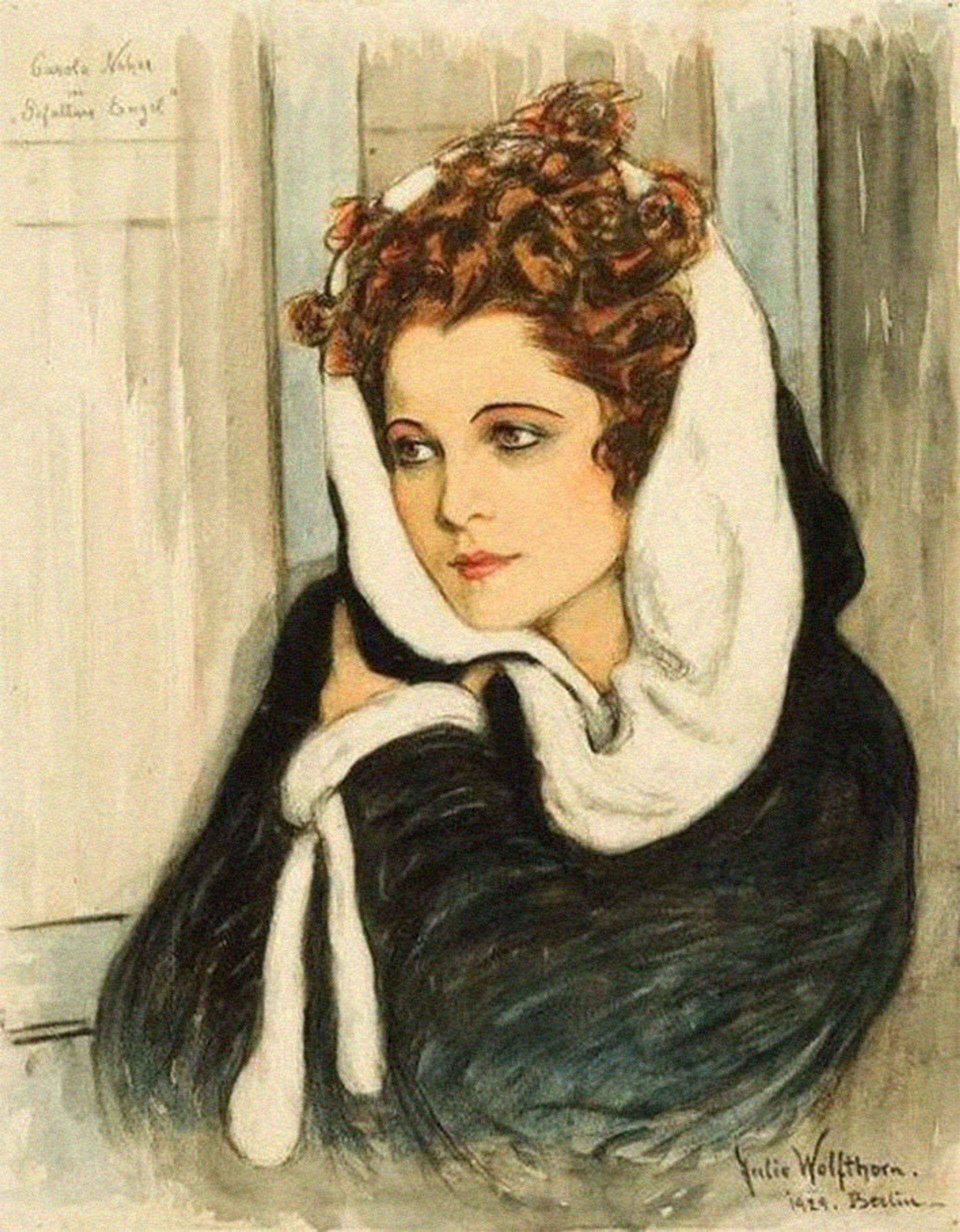
Carola Neher in dem Theaterstück von Noël Coward Gefallene Engel (1929)
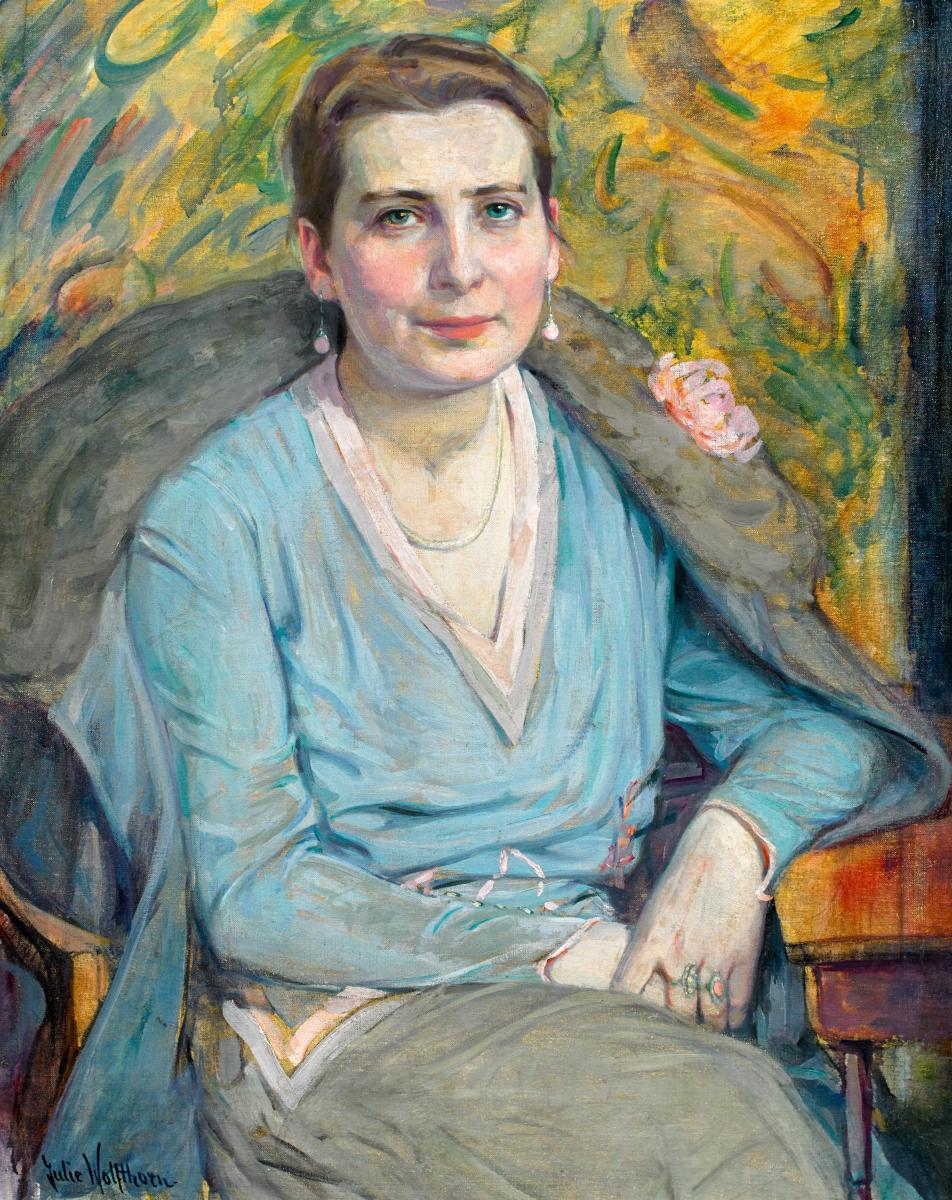
Porträt der Marta Baedeker (um 1929)

## Ausstellungen
- 2007: Sonderausstellung zu Julie Wolfthorn durch den Freundeskreis Julie Wolfthorn im Rahmen der Ausstellung „Berliner Secession“ in der Thiede Villa (vormals Hamspohn) am Wannsee[16][17]
- 2009: „Meine Bilder sind wie meine Kinder“, erste Einzelausstellung der Nachkriegszeit zu Julie Wolfthorn, Internationale Fredener Musiktage
- 2013: „Mit Pinsel und Palette die Welt erobern“, Ausstellung über ihr Werk im Barkenhoff – früherer Wohnsitz von Heinrich Vogeler, Worpswede[18]
- 2015/16: Künstlerinnen der Moderne – Magda Langenstraß-Uhlig und ihre Zeit, Potsdam-Museum, Potsdam[19]
- 2015/16: Frauen der Secession II, Liebermann-Villa, Berlin
- 2015/16: Zeitenwende, Bröhan-Museum, Berlin[20]
- 2016: Einfühlung und Abstraktion. Die Moderne der Frauen in Deutschland, Kunsthalle Bielefeld[21]
- 2016: Julie Wolfthorn – Der Mythos von Ferch – das Paradies auf Erden, Museum der Havelländischen Malerkolonie, Ferch[22]
- 2016: „Malweiber“ aus Schwaan, Kunstmuseum Schwaan, Schwaan, 1. Oktober bis 13. November 2016
- 2024: Vergessen Sie uns nicht - Julie Wolfthorn zurück in Berlin, Ausstellung zum 160. Geburts- und 80. Todesjahr von Julie Wolfthorn, Verein der Berliner Künstlerinnen 1867 e. V., Berlin, 12. April 2024 bis 26. Mai 2024.[23]